# آيت بن اعمر (آيت بوحدو آيت مازل)
آيت بن اعمر هو دُوَّار يقع بجماعة سيدي عمار، إقليم خنيفرة، جهة بني ملال خنيفرة في المملكة المغربية. ينتمي الدوّار لمشيخة آيت بوحدو آيت مازل التي تضم 18 دوار. يقدر عدد سكانه بـ 92 نسمة حسب الإحصاء الرسمي للسكان والسكنى لسنة 2004.

## وصلات خارجية
- البوابة الوطنية للجماعات الترابية
- المندوبية السامية للتخطيط